# Đurkovići
Đurkovići este un sat din municipiul Podgorica, Muntenegru. Conform datelor de la recensământul din 2003, localitatea are 90 de locuitori (la recensământul din 1991 erau 101 locuitori).

## Demografie
În satul Đurkovići locuiesc 73 de persoane adulte, iar vârsta medie a populației este de 43,8 de ani (41,0 la bărbați și 46,5 la femei). În localitate sunt 28 de gospodării, iar numărul mediu de membri în gospodărie este de 3,21.
Populația localității este foarte eterogenă.
|  |

| Demografie | Demografie | Demografie |
| An         | Locuitori  | Locuitori  |
| ---------- | ---------- | ---------- |
|            |            |            |
|            |            |            |
|            |            |            |
|            |            |            |
| 1948       | 256        |            |
| 1953       | 241        |            |
| 1961       | 237        |            |
| 1971       | 175        |            |
| 1981       | 156        |            |
| 1991       | 101        | 101        |
| 2003       | 90         | 90         |

| \| Componența etnică conform recensământului din 2003[2] \| Componența etnică conform recensământului din 2003[2] \| Componența etnică conform recensământului din 2003[2] \| Componența etnică conform recensământului din 2003[2] \| Componența etnică conform recensământului din 2003[2] \| \| ----------------------------------------------------- \| ----------------------------------------------------- \| ----------------------------------------------------- \| ----------------------------------------------------- \| ----------------------------------------------------- \| \| \| \| \| \| \| \| Muntenegreni \| Muntenegreni \| \| 55 \| 61,11% \| \| Sârbi \| Sârbi \| \| 31 \| 34,44% \| \| Iugoslavi \| Iugoslavi \| \| 1 \| 1,11% \| \| necunoscută \| necunoscută \| \| 0 \| 0% \| |              |  |    |        |
| Componența etnică conform recensământului din 2003 |              |  |    |        |
| |              |  |    |        |
| Muntenegreni | Muntenegreni |  | 55 | 61,11% |
| Sârbi | Sârbi        |  | 31 | 34,44% |
| Iugoslavi | Iugoslavi    |  | 1  | 1,11%  |
| necunoscută | necunoscută  |  | 0  | 0%     |